# Catedral (escultura)
Catedral és una escultura abstracta de planxes de ferro tallades amb bufador, obra de Josep Maria Subirachs i Sitjar, per la que va rebre el Gran Premi Sant Jordi de la Diputació de Barcelona, l'any 1958. De poc més de 2 m d'alçada, està realitzada amb planxes de ferro de diferents gruixos i amplades, emprant la recta, el pla i l'oposició horitzontal-vertical, sobre una base de pedra gris clar i disposada sobre una peanya de marbre negre polit que contrasta amb les textures de la resta de la peça. En un dels costats de la peanya hi ha la inscripció 'SUBIRACHS 58'.
Està instal·lada al mig del claustre del pavelló de Llevant del recinte Mundet, al barri de Montbau, de Barcelona, al costat d'un llac. Inicialment es va col·locar sota el porxo que uneix l'església i el pavelló de Llevant, just a la cantonada de 90° que fa el porxo, fins que el 1994 es va traslladar dins del pavelló de Llevant, en instal·lar-s'hi la Facultat de Pedagogia de la Universitat de Barcelona.
La peça, com les altres de Subirachs del mateix any, és quasi esquelètica. El procés de reducció dramàtica de Subirachs era xocant per l'època, ja que trencava amb la rotunditat clàssica i noucentista. Catedral és un joc de tensions i pols oposats d'un esquematisme intel·lectual i d'un rigor brutal (les textures i les soldadures són fonamentals) que fan d'aquesta obra un precedent de l'Art Pobre que no apareixeria fins deu anys després.